# 清水董三
清水 董三（しみず とうぞう、1893年（明治26年）8月1日 - 1970年（昭和45年）12月8日）は、日本の外交官、書家、教育者。書画家として号を東翠。
兄は画家の清水登之。

## 経歴
栃木県下都賀郡国府村大字大塚（現・栃木市大塚町）出身。1915年東亜同文書院政治科卒。1919年東亜同文書院教授（中国語担当）。1929年外務省嘱託、1933年外務省翻訳官、1943年中華民国大使館一等書記官。1946年同大使館参事官、1955年中華民国台北大使館公使、1956年外務審議官。1959年外務省退官、その後は外務省、日本クラブなどで書画を教えた。

## 著書
- 『新支那の断面』禹域学会、東亜同文書院、1929年。
- 『赤い中国 その歴史と政策』師友選書、明徳出版社 、1955年。
- 『中共覚え書』民族と政治社、1961年。

## 注
1. ↑  20世紀日本人名事典